# 俊靡県
俊靡県（しゅんび-けん）は中華人民共和国河北省にかつて存在した県。現在の遵化市北西部に相当する。
前漢により設置され、東晋により廃止された。